# Bohdan Butko
Bohdan Jevhenovyč Butko (ukrajinsky: Богдан Євгенович Бутко, * 13. ledna 1991) je ukrajinský fotbalista a bývalý reprezentant hrající na pozici pravého obránce.

## Klubová kariéra

### Mládežnická kariéra
Butko se narodil v Konstantinovce (dnes Kosťantynivka) v Doněcké oblasti a hrál v mládežnické akademii místního klubu Šachtar Doněck. Po dokončení akademie byl Butko povýšen nejprve do Šachtaru-3 Doněck v Perše lize, následovaly rezervy Šachtaru, kde strávil tři sezóny.

### Profesionální kariéra
16. července 2010 odešel na hostování do Volyň Luck v Premjer-lize. V sezóně 2010/11 odehrál 27 ligových zápasů a vstřelil za ně tři góly.
V sezóně 2011/12 odešel na hostování do FK Illichivets Mariupol.

## Osobní život
V říjnu 2021 Butko zveřejnil homofobní poznámky na svém instagramovém účtu zaměřené na Joshe Cavalla a jeho příznivce.

## Úspěchy

### Reprezentační
Ukrajina U19
- Mistrovství Evropy ve fotbale hráčů do 19 let: 2009

### Klubové
Šachtar Doněck
- Premjer-liha: 2016/17, 2017/18, 2018/19
- Ukrajinský pohár: 2016/17, 2017/18, 2018/19
- Ukrajinský Superpohár: 2017